# Gérard Devos
Gérard Devos (Saint-André, 19 agosto 1903 – Tielt, 5 gennaio 1972) è stato un calciatore belga, di ruolo centrocampista.

## Carriera

### Club
Ha sempre giocato nel campionato belga, vestendo la maglia del Cercle Bruges dal 1921 al 1930, segnando 97 reti su 176 presenze in campionato, vincendo due titoli di campione del Belgio, al termine dei campionati 1926-1927 e 1929-1930, e una Coppa del Belgio, condividendo con i compagni il double per la stagione 1926-1927.

### Nazionale
Devos debuttò con la nazionale belga a 23 anni, nel 1926, venendo selezionato con la squadra che giocò le Olimpiadi di Amsterdam 1928.

## Palmarès

### Club
- Campionato belga: 2

Cercle Bruges: 1926-1927, 1929-1930
- Coppa del Belgio: 1

Cercle Bruges: 1926-1927